# Джума Кларенс
Джума Джамал Кларенс (англ. Juma Jamal Clarence; нар. 17 березня 1989 рік; Порт-оф-Спейн, Тринідад і Тобаго) — тринідадський футболіст, нападник клубу «Пойнт-Фортін Сівік».

## Кар'єра
Починав свою кар'єру в місцевому клубі «Юнайтед Петротрін». У сезоні 2009/10 Кларенс виступав за команду першої турецької ліги «Хаджеттепе».
У 2011 році нападник повернувся на батьківщину. У складі «Дабл-Ю Коннекшна» він ставав чемпіоном Тринідаду і Тобаго, зіграв два матчі в Лізі чемпіонів КОНКАКАФ.
В подальшому грав за ряд інших місцевих клубів без серйозних успіхів. 

## Збірна
У 2009 році Джума Кларенс у складі молодіжної збірної країни брав участь у чемпіонаті світу серед молодіжних команд в Єгипті. На турнірі він відзначився голом у ворота збірної Італії.
За національну збірну Тринідаду і Тобаго Кларенс зіграв два матчі.

## Досягнення
- Чемпіон Тринідаду і Тобаго (1): 2013/14.
- Володар Кубка Тринідаду і Тобаго (1): 2011/12, 2012/13, 2013/14.